# Bart Goor
Bart Goor (n. 9 de abril de 1973) es un exfutbolista belga que jugaba de centrocampista. Asimismo jugó en la Selección de fútbol de Bélgica.
Fue el capitán del Anderlecht en la temporada 2006-07. Durante la temporada 2007-08, la cinta de capitán le fue otorgada al hasta entonces joven vice-capitán Olivier Deschacht debido a la ausencia de Goor por lesión.

## Eurocopa 2000
También fue parte de la selección de su país como una de las dos naciones (conjuntamente con Países Bajos) en la Eurocopa 2000, pero a pesar de su victoria en el partido inaugural contra Suecia, en el cual Goor anotó el gol de apertura, los Belgas quedaron fuera frente a Turquía en frente a sus hinchas.

## Clubes
| Club                           | País         | Año        |
| ------------------------------ | ------------ | ---------- |
| K.F.C. Verbroedering Geel      | Bélgica      | 1991-1996  |
| KRC Genk                       | Bélgica      | 1996-1997  |
| Royal Sporting Club Anderlecht | Bélgica      | 1997-2001  |
| Hertha BSC Berlin              | Alemania     | 2001-2004  |
| Feyenoord de Róterdam          | Países Bajos | 2004-2005  |
| Royal Sporting Club Anderlecht | Bélgica      | 2005-2008  |
| Germinal Beerschot             | Bélgica      | 2009 -2011 |
| KVC Westerlo                   | Bélgica      | 2011-2013  |
| KFC Dessel Sport               | Bélgica      | 2013-2014  |

## Honores
- Cuatro veces ganador de la Jupiler League con el R.S.C. Anderlecht: 2000, 2001, 2006, 2007.
- Tres veces ganador de la Supercopa de Bélgica con el Anderlecht: 2000, 2006, 2007.